# مكغيرك (ميزوري)
مكغيرك (بالإنجليزية: McGirk)‏ هي إحدى المجتمعات الفردية (غير مصنفة) في ولاية ميزوري في الولايات المتحدة الأمريكية.